# 新庄川橋
新庄川橋（しんしょうがわばし）は、富山県射水市の庄川河口付近に架かる国道415号の橋である。

## 概要
明治時代に庄川と小矢部川の流路の分離工事を実施した際に庄川の河口が変更されたため、1900年（明治33年）着工、1904年（明治37年）4月に初代の橋（長さ228間（約414.5m）、幅員20尺（約6m））が架橋された。
現在の橋は上下線が形式の異なる2本の橋で構成されており、上流側の橋は1928年（昭和3年）に当時の白根竹介富山県知事が提出し富山県会で議決された第一期橋梁改良事業案（通称『100万円計画』）に基づき、1936年（昭和11年）に着工し、1938年（昭和13年）に最初の橋であるゲルバー式鉄筋コンクリートの桁橋が竣工している。架橋当初から厚さ5 cmのアスファルト舗装が実施されていた。1940年（昭和15年）11月には改築されている。
その後、1974年（昭和49年）3月には下流側にワーレントラス橋が架けられ上下線がわかれ、同年5月21日に竣工式が執り行われた。
2019年度より架け替え事業に着手している（後述）。
- 左岸：富山県射水市庄西町
- 右岸：富山県射水市庄川本町
- 道路の路線名：国道415号
- 橋長：416.9 m（上流側）[4]、418.6 m（下流側）[8]
- 幅員：6 m（上流側）[4]、6.5 m（下流側）[8]

## 架け替え計画
旧橋が1938年（昭和13年）に架けられたこともあり、腐食や主桁の劣化が激しく、大規模な修繕工事を施しても効果が小さいため、橋自体を架け替えることになった。2019年度より架け替えのための詳細設計を実施する。
新しい橋は、道路橋と隣接する万葉線新湊港線の庄川鉄橋の間に、2路線を1本に纏めて新設し、災害に強い道路交通を確保することになっている。これに伴い、橋東側の道路用地確保のために住宅の移転も必要となる。
橋の架け替えを含めた事業延長は900 m（うち橋の架け替え部分は400 m）、幅員19 mで、治水対策として約2.2 mのかさ上げも予定している。総事業費は約140億円、工期は2038年度までの予定としていた。しかし、2023年7月27日の富山県公共事業評価委員会で、現地の地質調査で軟らかい地層と固い地層が複雑に入り込み、橋脚の基礎が想定の約1.5倍の長さになるほか、工事で必要な仮桟橋の規模も大きくする必要があることが判明したため、事業計画の見直しにより着工時期が見通せず、当初の完成時期がずれ込む可能性があるとの発表があった。